# Marinflyg

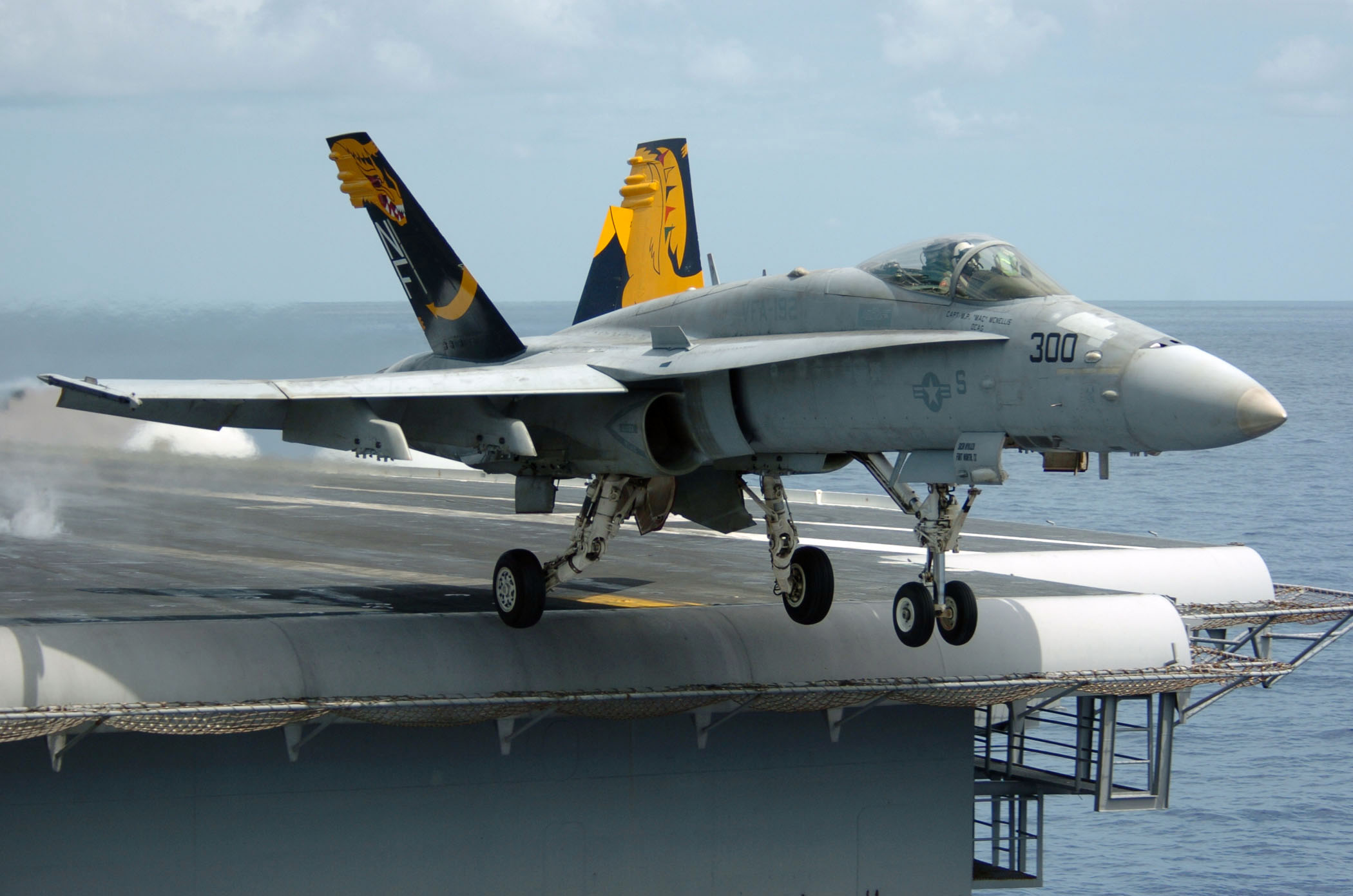
Fartygsbaserat stridsflygplan som startar från ett hangarfartyg.

Marinflyg är militärflyg och flygförband som är knutet till en nations sjöstridskrafter (marin) och kan bestå av fartygsbaserade eller landbaserade luftfarkoster. Flygfarkosterna kan höra till själva sjöstridskraften som självständig försvarsgren och på sådant vis vara ett självständigt marint flygväsende, alternativt att de lånas ut av ett självständigt flygvapen och enbart opererar under sjöstridskrafterna.